# 스피카 (망원경)

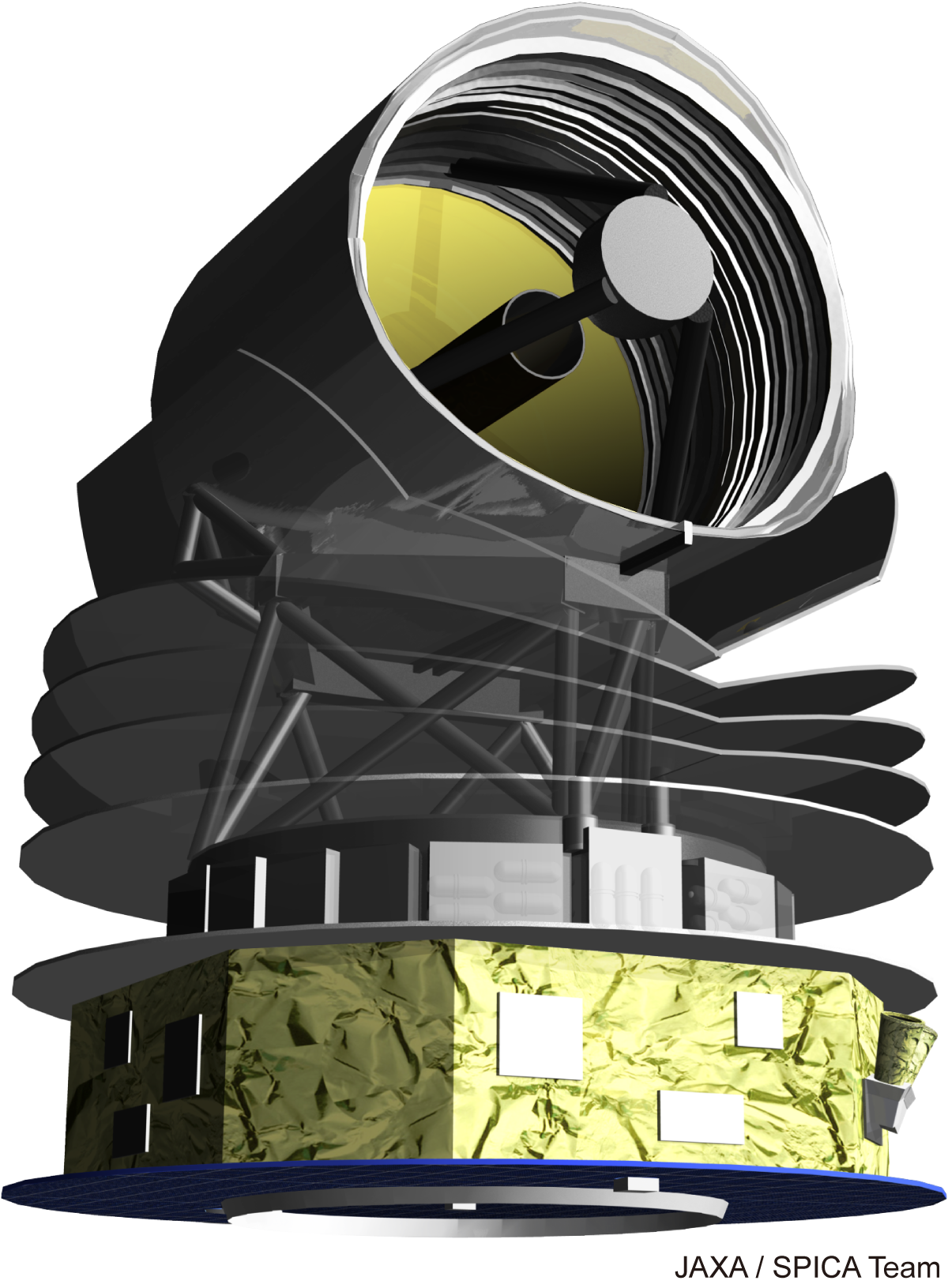

스피카(SPICA, Space Infrared Telescope for Cosmology and Astrophysics, 우주론 및 천체 물리학을 위한 우주 적외선 망원경)은 성공적인 아카리 우주 관측소의 후속으로 제안된 적외선 우주 망원경이었다. 2018년 5월 유럽 우주국(ESA)이 2032년 발사할 코스믹 비전 프로그램의 차기 중급 미션 5(M5)의 최종 후보로 선정한 유럽과 일본 과학자 간의 협력이었다. 다른 두 최종 후보는 THESEUS와 EnVision이었고, 후자는 결국 추가 개발을 위해 선택되었다. SPICA는 이전 임무인 스피처 우주망원경 및 허셜 우주망원경의 스펙트럼 선 감도를 30~230μm에서 50~100배 향상시켰을 것이다.
최종 결정은 2021년으로 예상됐으나 2020년 10월 SPICA는 더 이상 M5 임무 후보로 고려되지 않는다고 발표됐다.

## 같이 보기
- 제21호 과학위성 아카리
- 아타카마 대형 밀리미터 집합체
- 허셜 우주망원경
- 제임스 웹 우주망원경
- OST (우주망원경)